# Barthélemy l'Anglais
Pour les articles homonymes, voir Barthélemy.

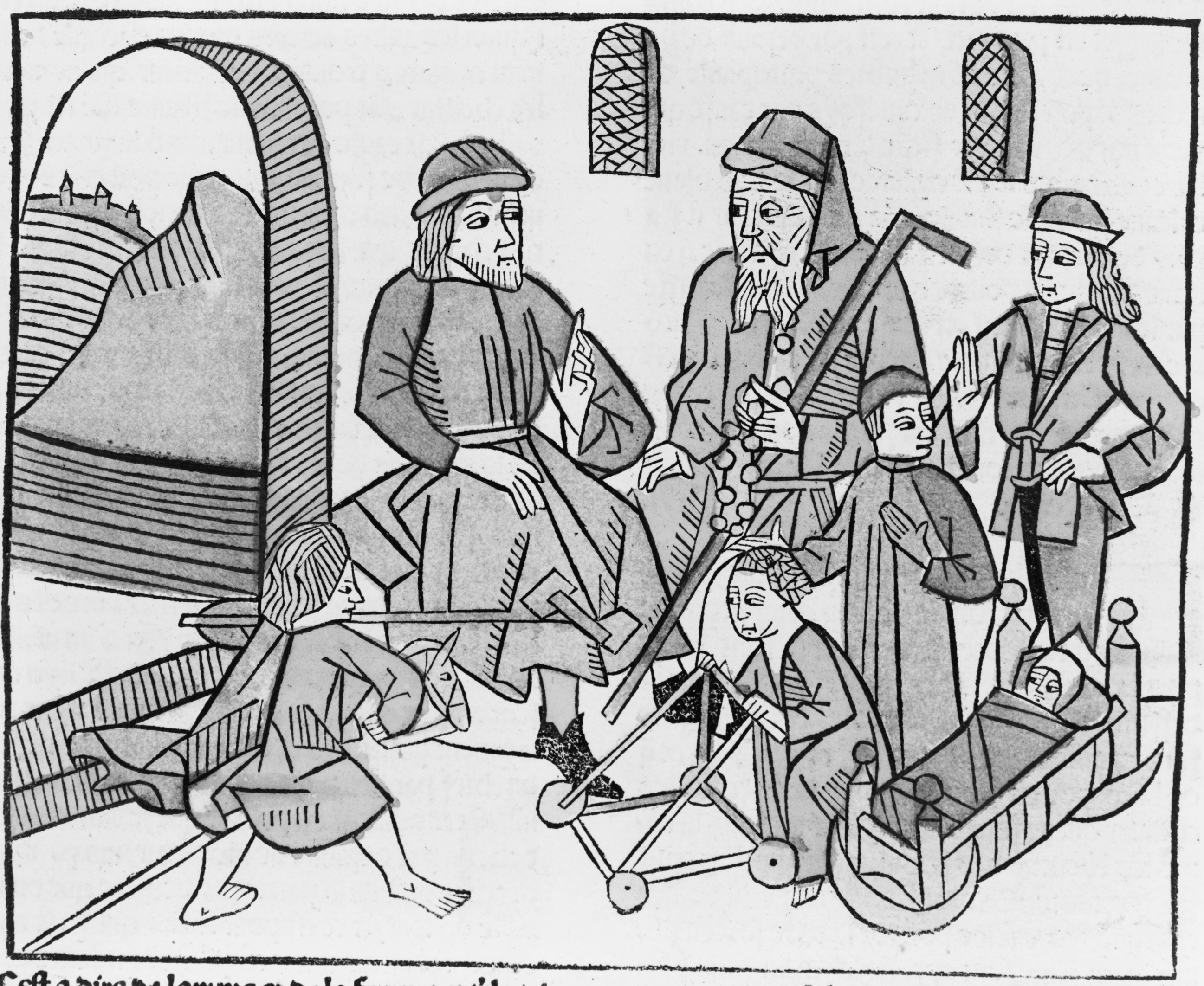
Les étapes de la vie de Bartholomeus Anglicus (Gravure sur bois, 1486).

Barthélemy l'Anglais ou Bartholomeus Anglicus, est un frère franciscain anglais du XIIIe siècle. Il fut l'un des premiers encyclopédistes avec son Livre des propriétés des choses (en latin, Liber de proprietatibus rerum) écrit à Magdebourg vers 1247.
Dans les années 1220, il fréquente l'université de Paris, où ses leçons sur la Bible rencontrent un grand succès. En 1230, le général de l'ordre l'envoie en Germanie en tant que lecteur, dans la nouvelle province franciscaine de Saxe.
Barthélemy l'Anglais a longtemps été confondu avec Barthélemy de Glanville (ou Barthélemi De Glanvill).

## Le livre des propriétés des choses
L'édition latine est composée de dix-neuf livres. Malgré des annotations moralisatrices, elle est considérée comme un des premiers ouvrages de vulgarisation scientifique.
Le succès fut tel qu'il fut traduit successivement en occitan (L'Elucidari : version béarnaise commendée par Gaston Febus), français, anglais, néerlandais, allemand, italien jusqu'au XIVe siècle. L'édition la plus connue est celle de Jean Corbechon, ermite de l'ordre de Saint-Augustin, pour le roi Charles V.

## Galerie

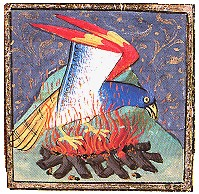
Le phénix.
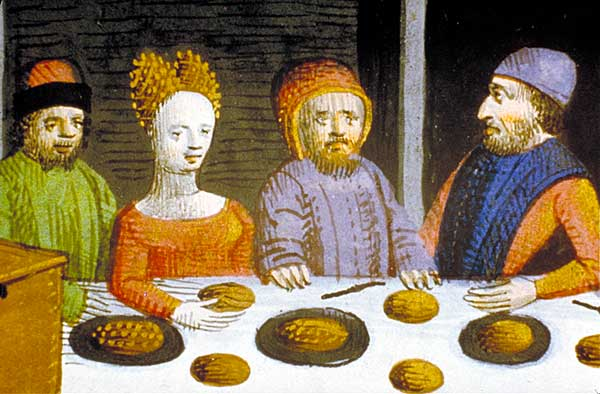
Entremets simples.
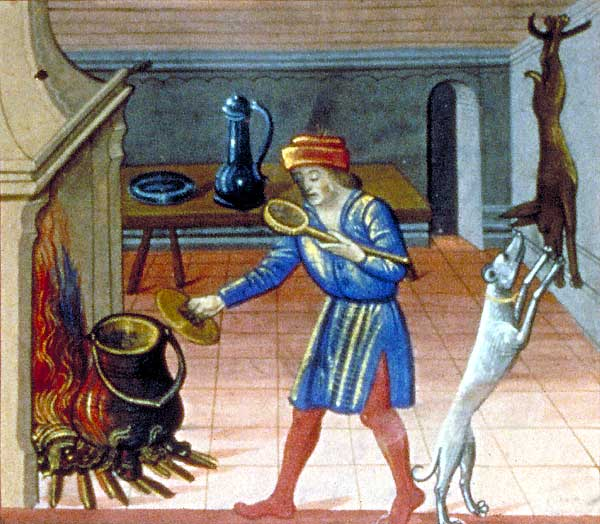
L'âtre.
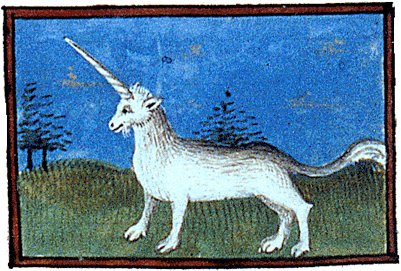
La licorne.

### Édition en latin
- "Tractatus de proprietatibus rerum". Bibliothèque du Patrimoine de Clermont Auvergne Métropole (lire l’exemplaire de 1321 en ligne sur Overnia).

### Traduction en moyen français
- Le proprietaire des choſes, traduction de Jean Corbichon, revue par Pierre Ferget, Johann Siber, Lyon, 1484.  (lire en ligne sur Gallica)

### Traduction en français
- Le Livre des propriétés des choses : une encyclopédie au XIVe siècle [De proprietatibus rerum, 1247], introduction, mise en français moderne et notes par Bernard Ribémont, Paris : Stock, 1999, 308 p.  (ISBN 2-234-05189-4)

### Études
- S. Louis, "Le projet encyclopédique de Barthélémy l'Anglais", in A. Becq (dir.), L'encyclopédisme. Actes du colloque de Caen, 12-16 janvier 1987, Paris, Aux amateurs de livres, 1991, p. 147-151.
- Isabelle Draelants – E. Frunzeanu, avec la collaboration de Io. Ventura, édition critique et commentaire du livre VIII, De mundo et celestis corporibus dans le cadre de l’édition internationale du De proprietatibus rerum de Barthélemy l’Anglais (s. dir. Chr. Meier-Staubach, H. Meyer, B. Van den Abeele, I. Ventura), Académie internationale d’Histoire des sciences (De diversis artibus), 2013, à paraître.
- Isabelle Draelants, "La science naturelle et ses sources chez Barthélemy l'Anglais et les encyclopédistes contemporains", in B. Van den abeele et H. Meyer (éd.), Bartholomäus Anglicus, De proprietatibus rerum. Texte latin et réception vernaculaire. Lateinischer Text und volkssprachige Rezeption, Turnhout, Brepols, 2006 (De diversis artibus, Collection de travaux de l'Académie internationale d'Histoire des sciences, s. dir. E. Poulle, R. Halleux, t. 74, N.S. 37), p. 43-99.
- Romieu, Maurice. L'Elucidari, L'encyclopédie de Gaston Febus. Reclams - Escòla Gaston Fèbus. 9978-2-909160-78-8